# はまゆう (東京九州フェリー)

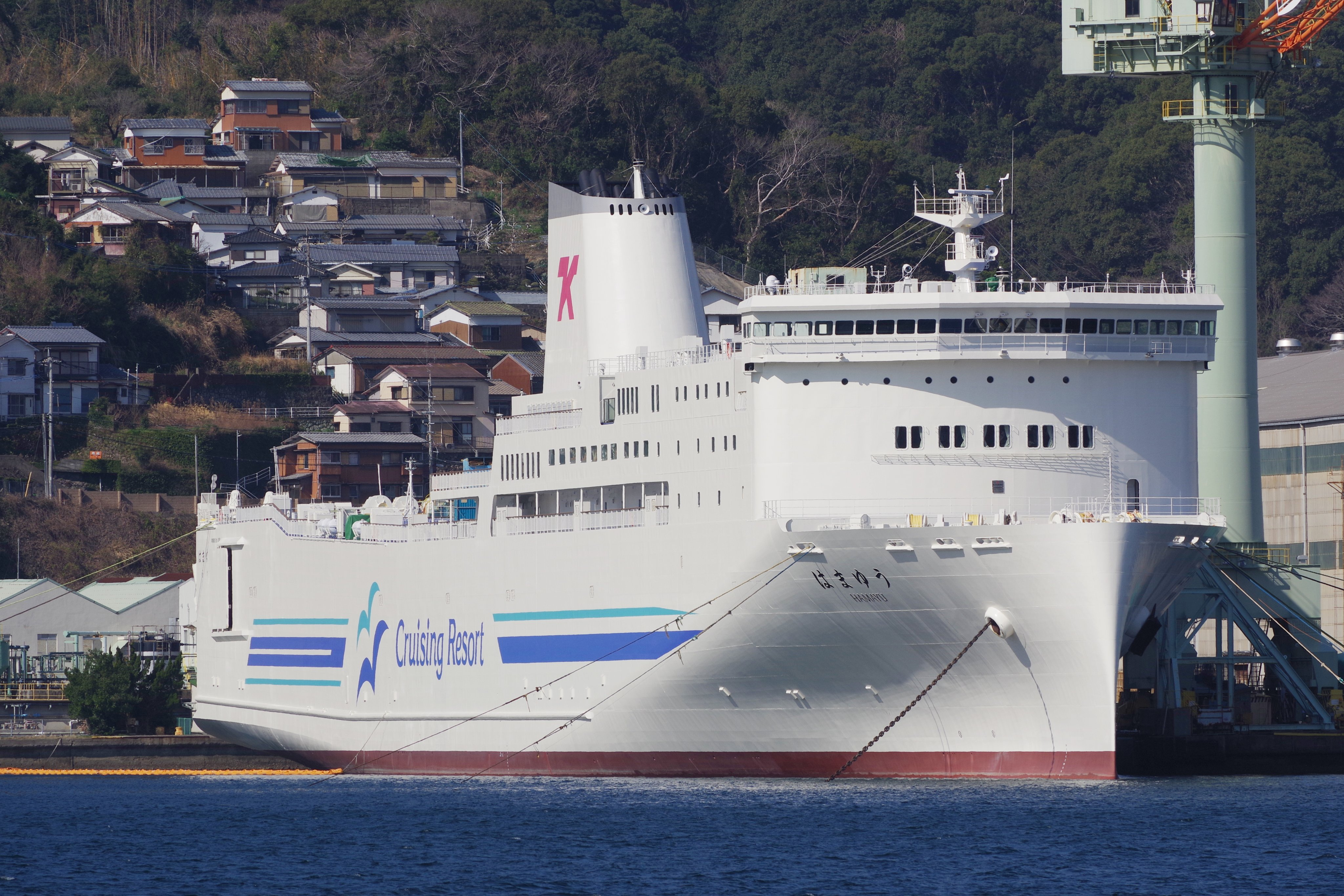
就航前の2021年2月、三菱重工業長崎造船所にて

はまゆう（英：HAMAYU）は、東京九州フェリーおよび新日本海フェリーが運航するフェリー。

## 概要
三菱重工業長崎造船所にて建造され、2021年3月2日より新日本海フェリーの舞鶴・敦賀 - 小樽・苫小牧航路のドック代船として就航、2021年7月1日に横須賀発便から東京九州フェリーの横須賀 - 新門司間に就航、約21時間で週6便運航。
2022年11月3日より2023年5月6日までの予定で新日本海フェリーの「すずらん」「すいせん」と入れ替わりで姉妹船「それいゆ」と共に舞鶴・敦賀 - 小樽・苫小牧航路へ就航している。
船名は横須賀市の花であるハマユウに由来し、「どこか遠くへ」の花言葉から関東と九州の架け橋となる思いも込められた。

## 設計
垂直船首を用いた新型船型や近接2軸推進の採用などにより新日本海フェリーの在来船と比べて約6％の省エネルギーを実現したほか、SOx（硫黄酸化物）の排出規制への対応として主機関および発電機関に排ガス浄化装置（スクラバー）を設置する。

## 船内

### 船室
5つのタイプの船室のほか、ドライバー室を設置する。
| クラス                            | 部屋数   | 定員 | 設備 |
| --------------------------------- | -------- | ---- | --- |
| デラックス                        | 2名×2室  | 4名  | 専用テラス ユニットバス（洗浄機付トイレ・洗面所・浴槽） ロッカー、テレビ、コンセント、冷蔵庫、 インターホン、ドライヤー |
| ステート和洋室                    | 4名×18室 | 72名 | シャワー、トイレ、ロッカー、テレビ、 コンセント、冷蔵庫、インターホン、ドライヤー                                       |
| ステート（ウィズペット）          | 2名×2室  | 4名  | シャワー、トイレ、ロッカー、テレビ、 コンセント、冷蔵庫、インターホン、ドライヤー                                       |
| ツーリストS （1名個室寝台）       |          | 62名 | 荷物棚、コンセント、照明、カーテン、テレビ                                                                              |
| ツーリストA （傾斜階段式2段寝台） |          | 96名 | 荷物棚、コンセント、照明、ロールカーテン                                                                                |
| ドライバー室 （1名個室寝台）      |          | 30名 | |

### 設備
レストラン、バーベキューコーナーを設置し、露天風呂やプラネタリウムや映画を鑑賞できるシアターなど娯楽設備を備える。
6階
- デラックスルーム（2室）
- ステートルームA（12室）
- 大浴場・露天風呂・サウナ
- スクリーンルーム「星空」 - 大平技研「MEGASTAR CLASS」によるプラネタリウムや[11]、映画上映を実施。天井を見上げやすくすべくYogiboのビーズソファを配置[12]。
- スポーツルーム

5階
- ステートルームA（10室）
- ツーリストS（4室）
- ツーリストA（1室）
- レストラン「うらら」 - タブレット注文によるテーブルサービスや自動精算機を配備[9]。
- バーベキューガーデン（夏季のみ）
- フォワードサロン「白南風（しらはえ）」
- キッズルーム

4階
- ステートルームA（ウィズペット2室）
- ツーリストS（5室）
- ツーリストA（4室）
- ドライバーズルーム（5室）
- アミューズボックス（DVD・カラオケ）
- ペットルーム
- ドッグフィールド
- 案内所
- ショップ - キャッシュレス決済に対応[5]。
- エントランスホール - 3層吹き抜け、日本のフェリーでは初めてシースルーエレベーターを設置しイベントステージも配備[9]。

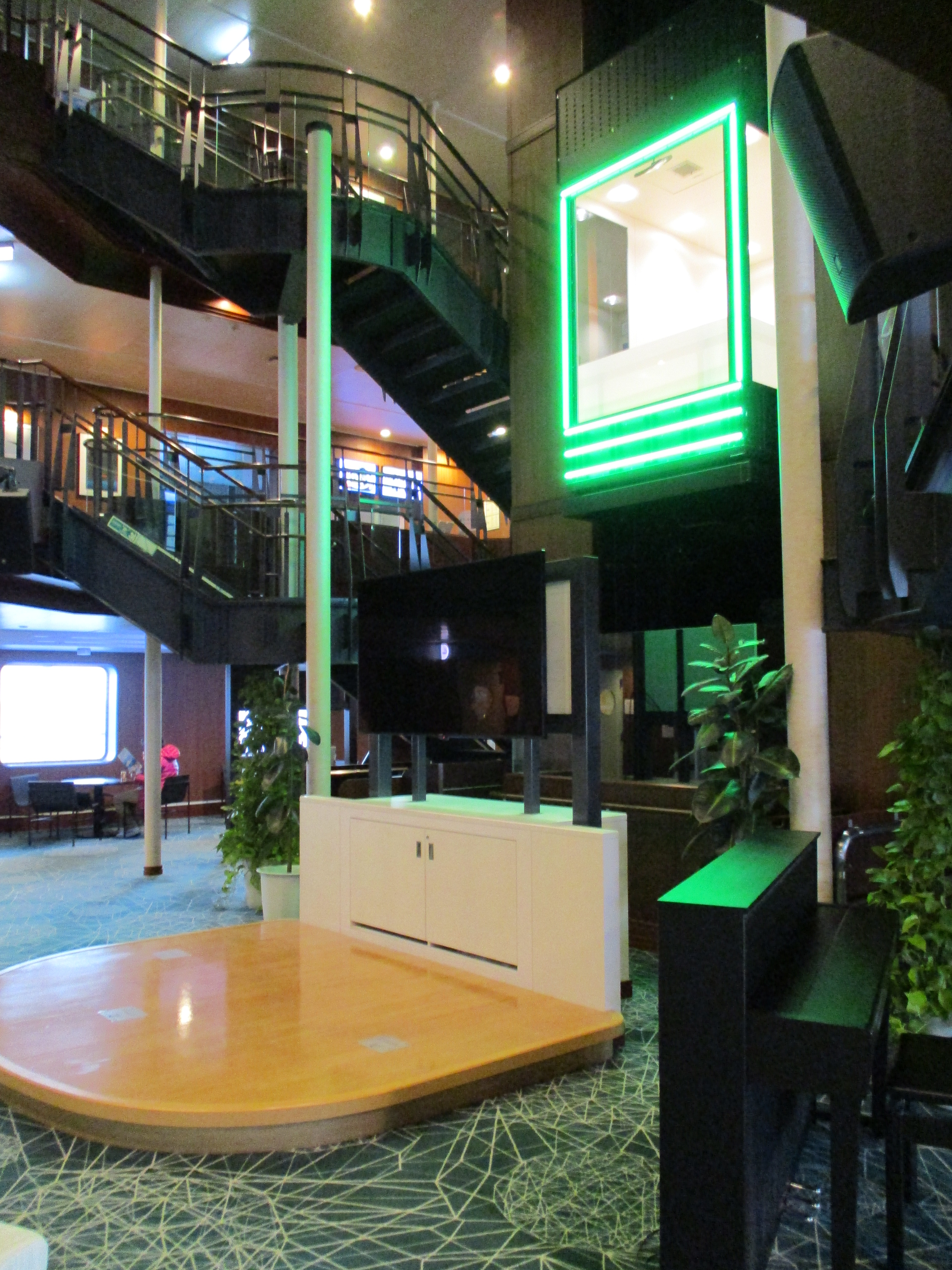
エントランスホール
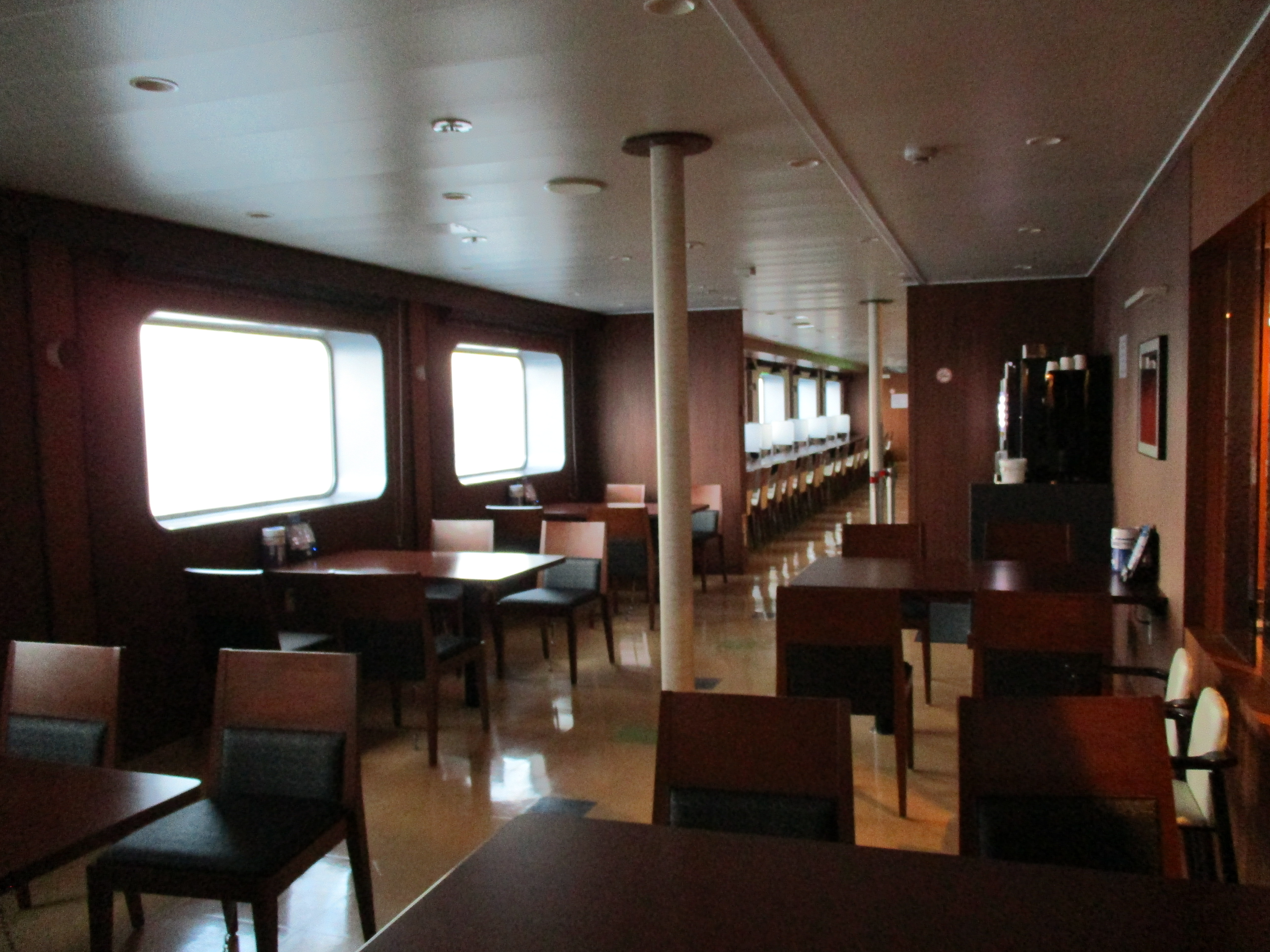
レストラン
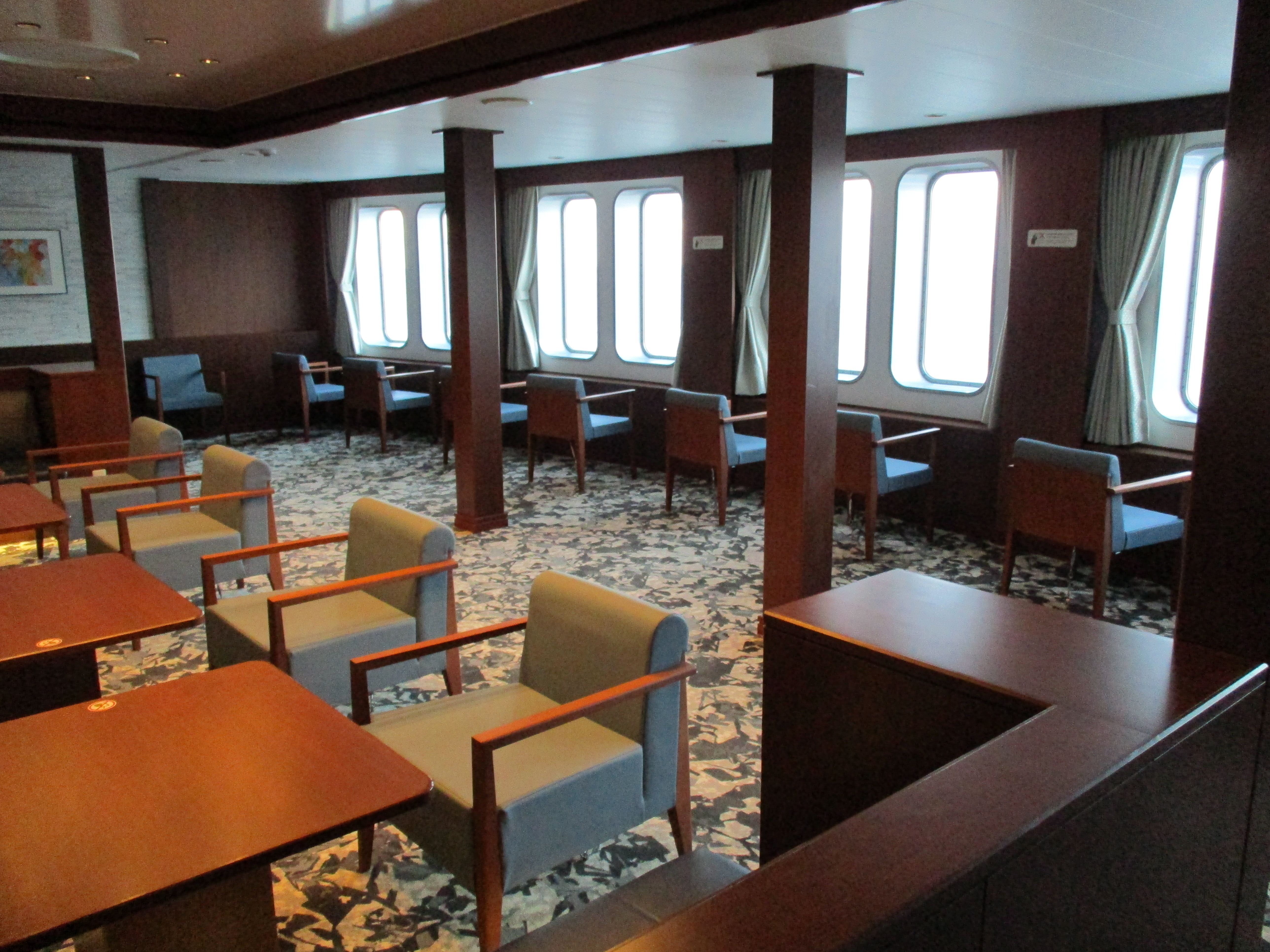
フォワードサロン
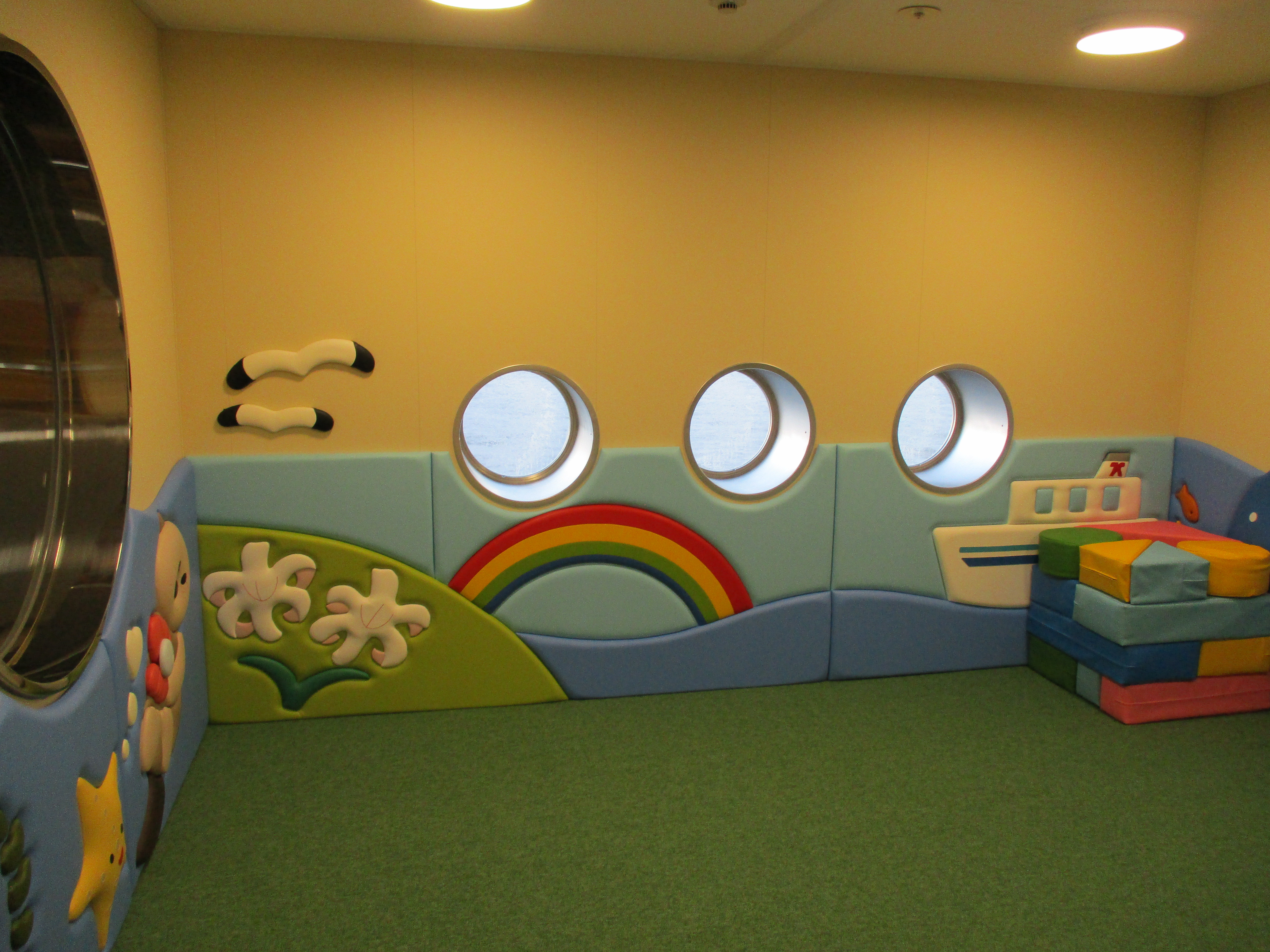
キッズルーム
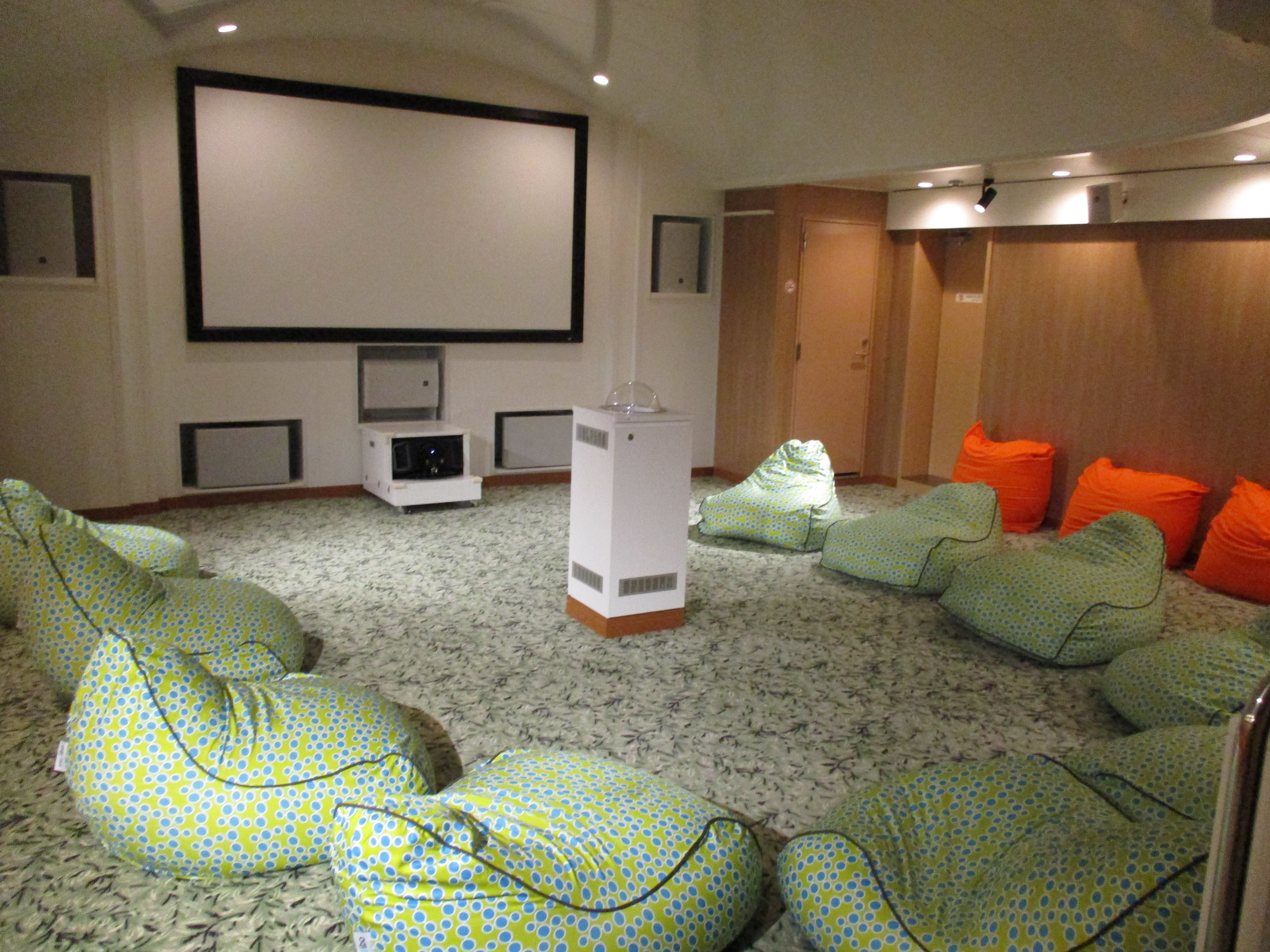
スクリーンルーム
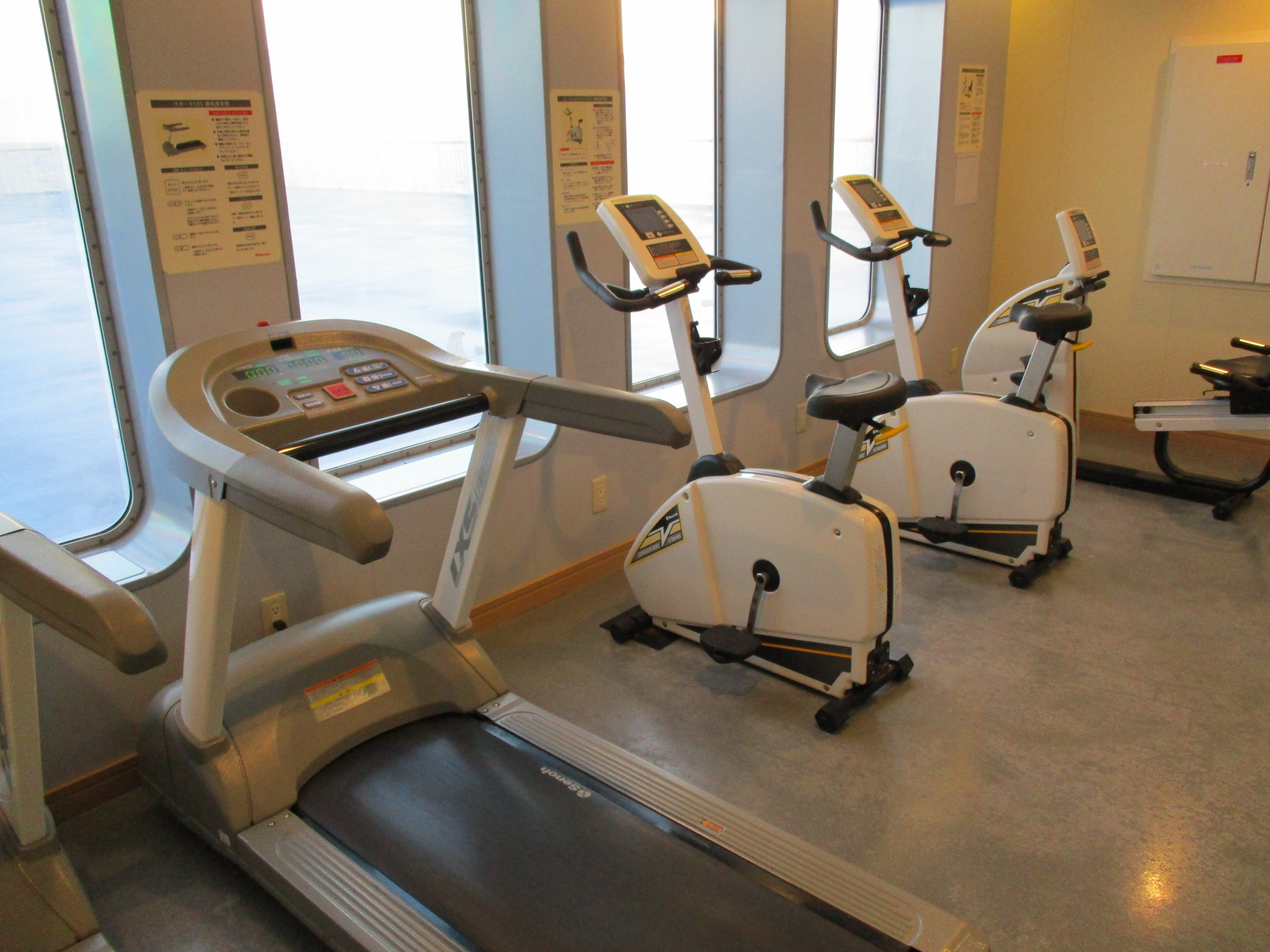
スポーツルーム
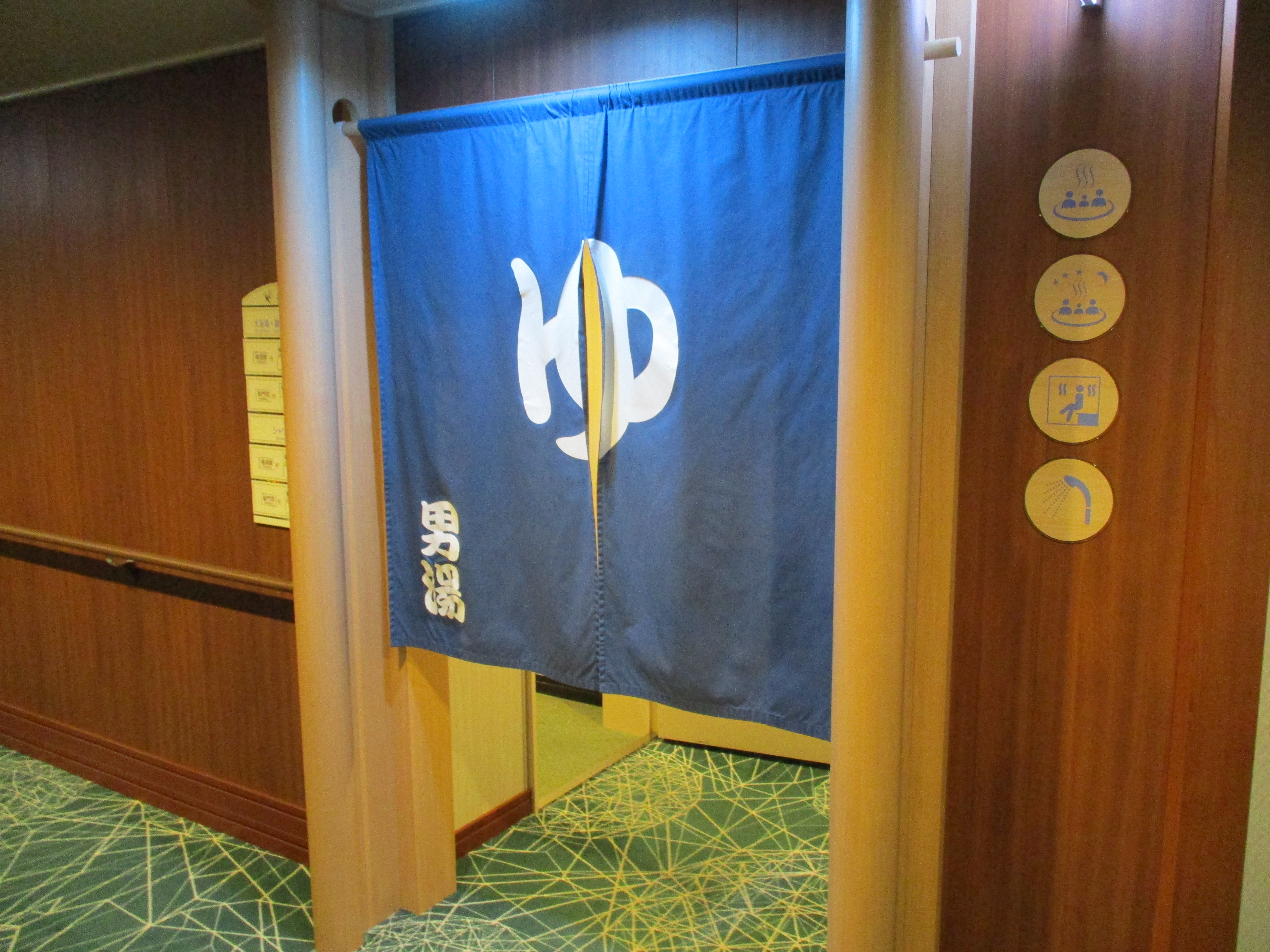
男性大浴場入口の暖簾